# آيت بوشليفن (معازيز)
آيت بوشليفن هي إحدى مشيخات المملكة المغربية، تتبع جغرافيا لإقليم الخميسات وإداريًا لمعازيز. يقدر عدد سكانها بـ 1662 نسمة حسب الإحصاء الرسمي للسكان والسكنى لسنة 2004.